# 最後一戰 復刻版
《最後一戰：戰鬥進化 復刻版》（简称《最後一戰 復刻版》，简称HALO CEA）是一款由343 Industries开发并由微软发行在XBox 360上的《最後一戰》系列第一人称射击游戏。本作是该系列最初作《最後一戰：戰鬥進化》诞生10年后的高清化重制作品，也是Bungie脱离微软后首款由其他工作室接手开发的《最後一戰》系列游戏。
2011年6月7日凌晨的微軟E3展前發布會上，微軟公布了由《最後一戰：瑞曲之戰》遊戲引擎重新打造的最後一戰系列第一作的重製版：《最後一戰 復刻版》。本作除了將全面提升畫質外，還將增加多張多人對戰地圖。本作於系列誕生10周年之際——2011年11月15日發售。